# Leskovův ostrov
Leskovův ostrov je ostrov v Západním šelfovém ledovci u východního pobřeží Antarktidy. Dosahuje výšky 185 m nad mořem a jeho povrch je zcela pokrytý ledem. Byl objeven sovětskou expedicí v roce 1956 a pojmenován podle kapitána A. Leskova, velitele lodi Vostok během expedice Fabiana Bellingshausena v letech 1819 - 1821.